# Gakunan-Linie
| Triebwagen der Baureihe 7000, hinten der Fuji |                   |                              |           |
| Streckenlänge: | 9,2 km            |                              |           |
| Spurweite: | 1067 mm (Kapspur) |                              |           |
| Stromsystem: | 1500 V =          |                              |           |
| Maximale Neigung: | 15 ‰              |                              |           |
| Minimaler Radius: | 180 m             |                              |           |
| Streckengeschwindigkeit: | 45 km/h           |                              |           |
| Zweigleisigkeit: | nein              |                              |           |
| |                   |                              |           |
| Gesellschaft: | Gakunan Tetsudō   |                              |           |
| \| \| 0,0 \| Yoshiwara (吉原) \| 1889– \| \| \| \| ↑→ Tōkaidō-Hauptlinie \| 1889– \| \| \| \| ↔ Tōkaidō-Shinkansen \| 1964– \| \| \| 1,8 \| Ausweiche Hidarifuji \| 1949–1982 \| \| \| 2,3 \| Jatco-mae (ジヤトコ前) \| 1949– \| \| \| 2,7 \| Yoshiwara-honchō (吉原本町) \| 1949– \| \| \| 3,0 \| Hon-Yoshiwara (本吉原) \| 1950– \| \| \| 3,7 \| Ausweiche Tajuku \| 1951–1982 \| \| \| 4,4 \| Gakunan-Harada (岳南原田) \| 1951– \| \| \| 5,4 \| Hina (比奈) \| 1951– \| \| \| 6,4 \| Gakunan-Fujioka (岳南富士岡) \| 1951– \| \| \| 7,3 \| Sudo (須津) \| 1953– \| \| \| 8,2 \| Kamiya (神谷) \| 1953– \| \| \| \| ↔ Tōkaidō-Shinkansen \| 1964– \| \| \| 9,2 \| Gakunan-Enoo (岳南江尾) \| 1953– \| |                   |                              |           |
| | 0,0               | Yoshiwara (吉原)             | 1889–     |
| Abzweig geradeaus und nach links · Abzweig quer und nach links |                   | ↑→ Tōkaidō-Hauptlinie        | 1889–     |
| Kreuzung geradeaus unten |                   | ↔ Tōkaidō-Shinkansen         | 1964–     |
| ehemalige Blockstelle | 1,8               | Ausweiche Hidarifuji         | 1949–1982 |
| Haltepunkt / Haltestelle | 2,3               | Jatco-mae (ジヤトコ前)       | 1949–     |
| Haltepunkt / Haltestelle | 2,7               | Yoshiwara-honchō (吉原本町)  | 1949–     |
| Bahnhof | 3,0               | Hon-Yoshiwara (本吉原)       | 1950–     |
| ehemalige Blockstelle | 3,7               | Ausweiche Tajuku             | 1951–1982 |
| Bahnhof | 4,4               | Gakunan-Harada (岳南原田)    | 1951–     |
| Bahnhof | 5,4               | Hina (比奈)                  | 1951–     |
| Bahnhof | 6,4               | Gakunan-Fujioka (岳南富士岡) | 1951–     |
| Bahnhof | 7,3               | Sudo (須津)                  | 1953–     |
| Haltepunkt / Haltestelle | 8,2               | Kamiya (神谷)                | 1953–     |
| Kreuzung geradeaus unten |                   | ↔ Tōkaidō-Shinkansen         | 1964–     |
| Kopfbahnhof Streckenende | 9,2               | Gakunan-Enoo (岳南江尾)      | 1953–     |

Die Gakunan-Linie (jap. 岳南線, Gakunan-sen) ist eine Eisenbahnstrecke auf der japanischen Insel Honshū und die einzige, die von der Bahngesellschaft Gakunan Tetsudō betrieben wird. Sie ist eine Stichstrecke auf dem Stadtgebiet von Fuji in der Präfektur Shizuoka.

## Beschreibung
Die in Kapspur (1067 mm) verlegte Gakunan-Linie ist 9,2 km lang, eingleisig und mit 1500 V Gleichspannung elektrifiziert. Sie bedient zehn Bahnhöfe und Haltestellen in den östlichen, industriell geprägten Stadtteilen von Fuji, wobei Zugkreuzungen an fünf Zwischenhalten möglich sind. Die Höchstgeschwindigkeit ist auf 45 km/h begrenzt. Ausgangspunkt ist der Bahnhof Yoshiwara an der Tōkaidō-Hauptlinie. Die Strecke verläuft zuerst westwärts parallel zur Tōkaidō-Hauptlinie, biegt nach Norden ab und unterquert die Schnellfahrstrecke Tōkaidō-Shinkansen. Nach etwa drei Kilometern wendet sie sich nach Osten. Sie unterquert ein zweites Mal die Tōkaidō-Shinkansen und endet im Bahnhof Gakunan-Enoo.

## Züge
Es besteht zwar kein Taktfahrplan, doch die Züge verkehren ungefähr alle 20 bis 30 Minuten, in der Regel zwischen 06:00 und 22:30 Uhr. Die Strecke lockt zahlreiche Bahnenthusiasten an, da von allen Bahnhöfen und Haltestellen aus der Vulkan Fuji sichtbar ist und somit ein beliebtes Fotosujet ermöglicht. Eine Besonderheit sind die „Nachtaussichtszüge“, die jeden vierten Samstagabend im Monat nach Sonnenuntergang angeboten werden. Während die Innenbeleuchtung des Zugs ausgeschaltet ist, werden die zahlreichen Industrieanlagen entlang der Strecke mit Scheinwerfern illuminiert.

## Geschichte
Der Nissan-Konzern eröffnete am 5. August 1936 ein Anschlussgleis vom Bahnhof Yoshiwara zur nahe gelegenen Industriezone. Der geplante Weiterbau unterblieb aufgrund des Pazifikkriegs und die ungenutzte Lizenz wurde 1948 von der neu gegründeten Bahngesellschaft Gakunan Tetsudō erworben, damals eine Tochtergesellschaft der Izuhakone Tetsudō. Die neue Besitzerin baute das Anschlussgleis zu einer vollwertigen Bahnstrecke aus und verlängerte sie am 18. November 1949 bis Yoshiwara-honchō. Am 18. April 1950 folgte die Verlängerung nach Hon-Yoshiwara, am 20. Dezember 1951 nach Gakunan-Fujioka und schließlich am 20. Januar 1953 nach Gakunan-Enoo.
Seit 1. Juni 1957 ist die Gakunan Tetsudō im Besitz von Fuji Kyūkō. Dieses Unternehmen plante zunächst einen Weiterbau in Richtung Numazu, sah aber von diesem Vorhaben ab und ließ die entsprechende Lizenz auslaufen. Am 10. September 1969 wurde die elektrische Spannung von 600 V auf 1500 V erhöht, womit sie nun kompatibel mit der Tōkaidō-Hauptlinie war. Güterzüge verkehrten ab 1. Februar 1984 nur noch bis Sudo und am 17. März 2012 stellte Gakunan Tetsudō den Güterverkehr ganz ein.

## Liste der Bahnhöfe
| Name                         | km  | Anschlusslinien    | Lage   | Ort  |
| ---------------------------- | --- | ------------------ | ------ | ---- |
| Yoshiwara (吉原)             | 0,0 | Tōkaidō-Hauptlinie | Koord. | Fuji |
| Jatco-mae (ジヤトコ前)       | 2,3 |                    | Koord. | Fuji |
| Yoshiwara-honchō (吉原本町)  | 2,7 |                    | Koord. | Fuji |
| Hon-Yoshiwara (本吉原)       | 3,0 |                    | Koord. | Fuji |
| Gakunan-Harada (岳南原田)    | 4,4 |                    | Koord. | Fuji |
| Hina (比奈)                  | 5,4 |                    | Koord. | Fuji |
| Gakunan-Fujioka (岳南富士岡) | 6,4 |                    | Koord. | Fuji |
| Sudo (須津)                  | 7,3 |                    | Koord. | Fuji |
| Kamiya (神谷)                | 8,2 |                    | Koord. | Fuji |
| Gakunan-Enoo (岳南江尾)      | 9,2 |                    | Koord. | Fuji |